# 紅杉亞科
紅杉亞科（學名：Sequoioideae）是柏科的一個亞科，有三個屬共3種，分佈在美國及中國。

## 簡介
紅杉亞科為柏科的一個亞科，有三個屬，現存三個物種，分別為分佈在美國西岸的加州和俄勒岡州的北美紅杉屬及巨杉屬，而水杉屬分佈在中國東南四川及湖北。三個物種當中加州紅杉及巨杉為常綠樹木，而水杉則之為落葉樹木。紅杉亞科三種物種均為瀕危物種。

## 世界紀錄
- 世界上最高的樹－北美紅杉（亥伯龍樹）
- 世界上最大的樹－巨杉（雪曼將軍樹）

## 外部連結
1. ↑  . Wikispecies. 24 May 2009  [2010-07-10].